# Прашума
Прашума у прадавно доба бујне су шуме покривале велике делове копна. Човек је мало-помало шуму крчио и претварао је у обрадиву земљу или чак на њој градио. Данас се у ретким деловима света могу наћи недирнуте, густе, непроходне шуме у којима се дрвеће само руши од старости. То су прашуме. Оне имају велика дрва и врло разнолик биљни и животињски свет.

## Прашуме умерених крајева
У појасу умерене климе велике прашуме налазе се на граници Пољске и Белорусије (Бјаловешка шума), у Румунији, Енглеској, и Канади. Једна од четири преостале прашуме у Европи је Перућица код Вучева у Републици Српској делу Босне и Херцеговине. У прашумама умерених крајева живе: мрки медвед, рис, дивља мачка, веверица итд.

## Тропске прашуме
У тропским крајевима и њиховим прашумама, кише су врло честе. Највећа прашума на свету је тропска Амазонија, велика као Европа, даје 40% земаљског кисеоника. Ту налазимо лептире, змије, леопарде, тигрове, бивола, нилске коње, крокодиле, јагуаре, мравоједе...

## Човек осваја прашуму
Прашуме су богате дрветом, понегдје и рудама, па је то навело човека да осваја тешко приступачне крајеве. Тропске прашуме дају велике количине каучука, бамбуса, банана итд, а на искрченим се местима узгаја пиринач, шећерна трска, какао, памук и друго биље. У Јужној Америци, Индији и Африци теку кроз џунгле велике реке (Амазон, Гангес, Конго, Нигер). Како нема других прометних путова, реке служе промету. Данас се кроз џунгле пробијају модерни асфалтирани путеви, али се доста промета обавља авиониима и хеликоптерима, јер је лакше градити аеродроме, него пробијати путеве и железничке пруге. Све опсежније искориштавање шума угрожава опстанак кисеоника и живот на Земљи. Рачуна се да због сече сваке године нестане 11 000.000 хектара тропских прашума. Нарочито је угрожена џунгла у Амазонији (Јужна Америка) која је значајна за земаљски живот, јер свакодневно у атмосферу испушта велике количине кисеоника. Зато је та џунгла названа „зелена плућа света“.